# Rolf Engel
Rolf Engel (* 10. August 1912 in Menz; † 23. November 1993 in München) war ein deutscher Raketentechniker, Flugzeugbauer und Mitarbeiter des SD.

## Leben

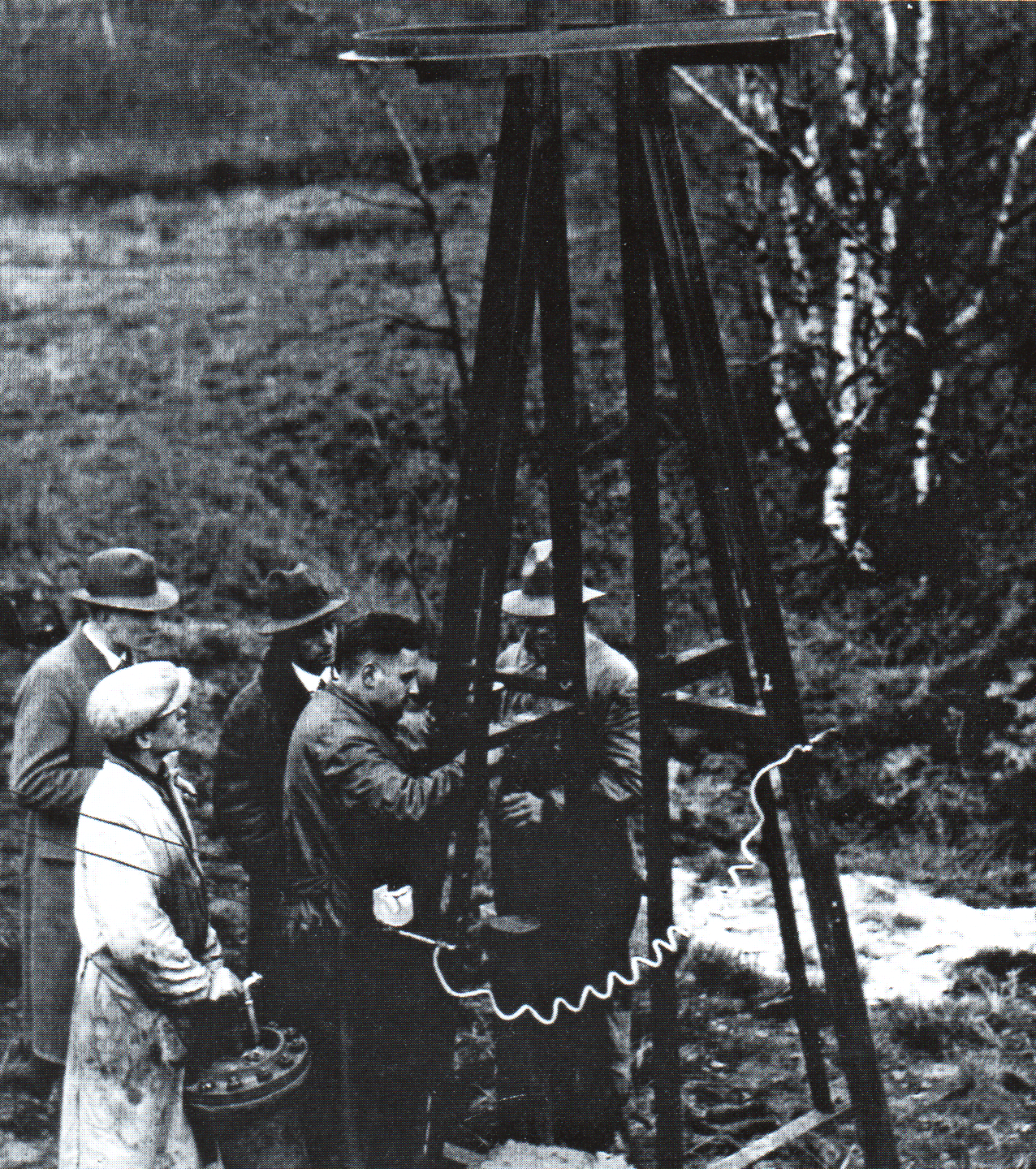
Rolf Engel, Paul Ehmayr, Rudolf Nebel, Klaus Riedel und Kurt Heinisch am Raketenflugplatz Berlin mit Startgestell und Raketenkomponenten der Rakete aus Fritz Langs Film Frau im Mond

Rolf Engel war der Sohn eines Lehrers. Er absolvierte nach Beendigung seiner Schullaufbahn eine Ausbildung zum Ingenieur an der Ingenieurschule Beuth. Anschließend studierte er an der Technischen Hochschule München und der Technischen Hochschule Danzig. Bereits seit 1928 war Engel mit Wernher von Braun bekannt.
Rolf Engel beschäftigte sich während der Weimarer Republik mit der Entwicklung von Raketen. Gemeinsam mit von Braun und anderen Raketenpionieren erarbeitete er 1930 auf dem von Rudolf Nebel gegründeten Raketenflugplatz in Berlin-Reinickendorf Grundlagen der Raketentechnik. Danach war er bei dem Raketeningenieur Johannes Winkler tätig, der die erste europäische Flüssigkeitsrakete entwickelte und im Februar 1931 in Dessau-Großkühnau startete. Im Dezember 1932 gründete er zusammen mit H. Springer und unter Beteiligung von Hugo Junkers das Raketenforschungsinstitut in Dessau, das aber aufgrund fehlender finanzieller Kapazitäten den Betrieb im August 1933 einstellen musste. Von 1930 bis 1932 war er Mitglied im Verein für Raumschiffahrt (VfR). Einige Mitglieder des VfR traten im Rahmen der deutsch-sowjetischen Militärkooperation an die Rote Armee heran. Rolf Engel bot an, ein Team aus Raketenentwicklern in die Sowjetunion zu bringen.

## Zeit des Nationalsozialismus
Engel wurde 1933 inhaftiert. Am 7. Juni 1937 beantragte er die Aufnahme in die NSDAP und wurde rückwirkend zum 1. Mai desselben Jahres aufgenommen (Mitgliedsnummer 4.245.853). Er trat in die SS ein und erreichte den Rang eines SS-Hauptsturmführers. Als Angehöriger des SD war er während des Zweiten Weltkrieges in Straßburg stationiert.
Danach soll er an die Heeresversuchsanstalt Peenemünde versetzt worden sein, was jedoch nicht zutrifft. Dagegen leitete Engel die SS-Raketenforschungsstätte für Düsenantrieb in Großendorf bei Danzig. Er gehörte dem Reichsforschungsrat an.

## Nach Kriegsende
1945 wurde er aus einem Kriegsgefangenenlager heraus von der französischen Besatzungsbehörde für das Laboratoire de recherches balistiques et aéro-dynamiques, ein Entwicklungszentrum für ballistische Raketen bei Paris, engagiert, wo er nach Angaben von Gerhard Bauch (1962 Kairo) an der Entwicklung der Gabriel-Rakete beteiligt war.
Bei einem kurzen Aufenthalt in Deutschland wurde er als Leiter für ein ägyptisches Raketenprogramm in den 1950er-Jahren angeworben. Das Raketenprogramm scheiterte an fehlenden Bauteilen.
Anfang der 1980er Jahre bildete die Deutsche Gesellschaft für Luft- und Raumfahrt (DGLR) in ihrer Fachgruppe "Geschichte der Luftfahrt, Raketentechnik und Raumfahrt" einen Arbeitskreis, der sich mit der gesamten deutschen Entwicklung auf diesem Arbeitsbereich befassen sollte. Im Januar 1982 wurde Engel zum Koordinator der Unterfachgruppe "Geschichte der Raketentechnik und Raumfahrt" bestellt. Zu dieser Zeit wohnte er in Sauerlach und war laut seines privaten Briefkopfes "korresp. Mitglied der Internationalen Astronautischen Akademie, Ehrenmitglied der Herrman-Oberth-Gesellschaft und der Deutschen Gesellschaft für Luft- und Raumfahrt, Mitglied der Smithsonian Institution und des American Institute of Astronautics".